# شفقي

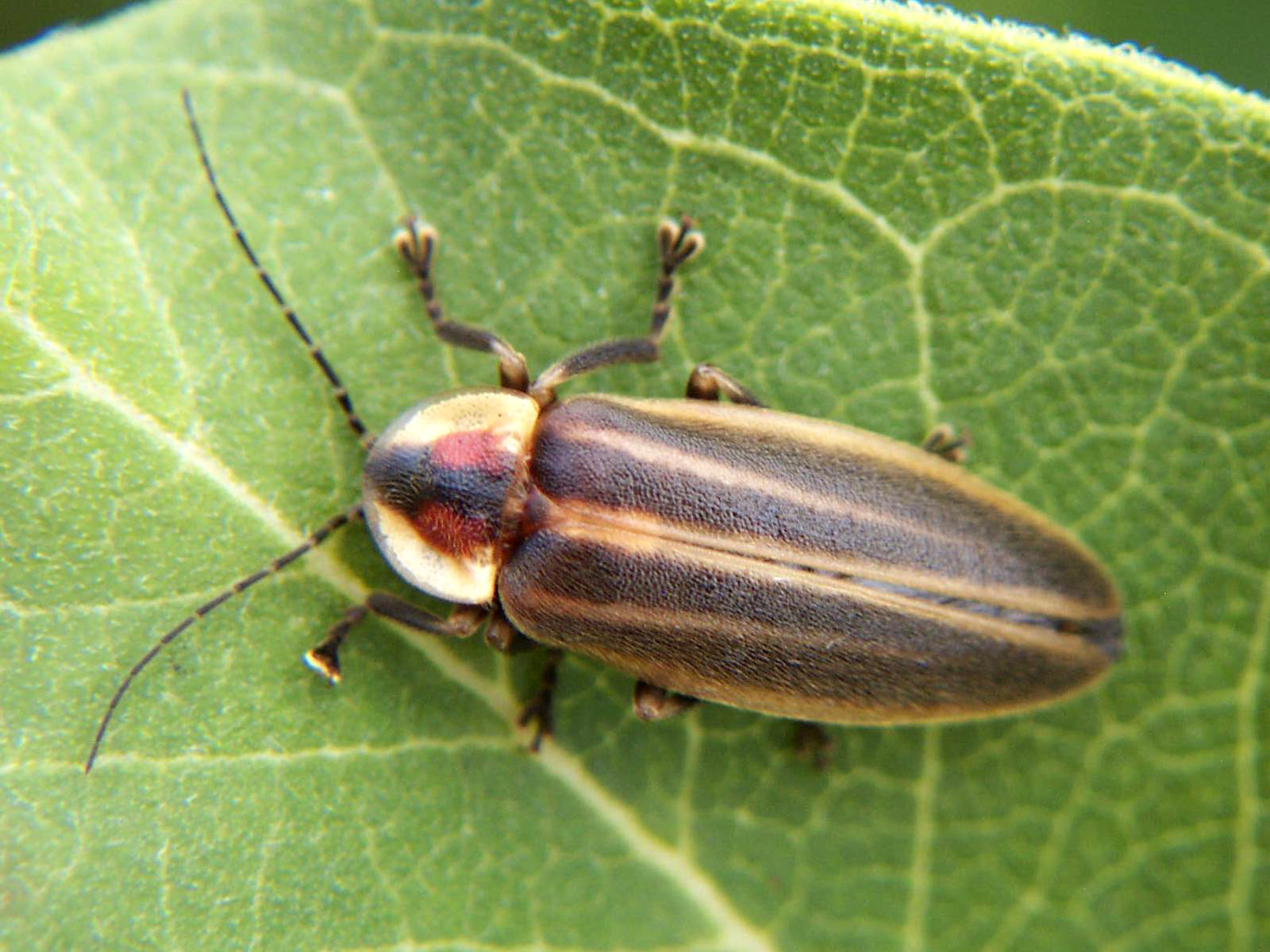
يراعة بالغة أو «حشرة الرعد» – خنفساء شفقية
Photuris lucicrescens

الشَّفقي (بالإنجليزية: Crepucular)‏ مصطلح يستخدم لوصف الحيوانات التي تكون ناشطة بشكل رئيسي خلال الشفق، والذي يكون خلال الفجر والغسق
. الكلمة هي مشتقة من الكلمة اللاتينية crepusculum, والتي تعني «شفق». لذلك الشفقية هي مغايرة للنهارية والليلية. من الممكن ان تكون الحيوانات الشفقية ناشطة في الليل إذا كان ضوء القمر ساطع بما فيه الكفاية. العديد من الحيوانات التي تعتبر ليلية هي في الواقع شفقية.
مصطلحان آخران في هذا المجال هما صباحي- للأصناف الناشطة صباحاً ومسائي- للأصناف الناشطة مسائياً.
يعتقد ان نمط النشاط هو تكيف ضد الافتراس. الكثير من المفترسات تبحث عن الطعام في الليل، ومفترسات أخرى تكون ناشطة في منتصف النهار وترى بشكل أفضل مع سطوع الشمس. لذلك يمكن للعادة الشفقية ان تقي من الافتراس. إضافةً على ذلك، في المناطق الحارة، يمكن ان تكون الشفقية وسيلة للتملص من الحرارة وبنفس الوقت استغلال ضوء النهار.

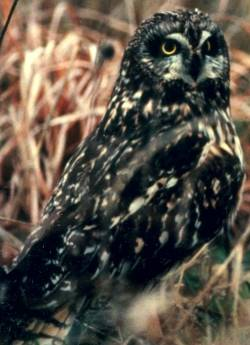
بومة قصيرة الأذن

من الثدييات الشفقية الشائعة، القطط، الكلاب، الارانب، النمس، خنزير غينيا والجرذ. ثدييات شفقية أخرى الباندا الأحمر، الأيل، الموظ، الشنشيلة، الفأر، الظربان الأمريكي، الومبت، الضبع المرقط والكابيبارا.
من الحيوانات المنقرضة التي كانت شفقية، الثيلسين.
بعض الفصائل تغير من عاداتها في حالة غياب الحيوانات المفترسة. مثال على ذلك البوم قصير الأذن والذي يكون شفقي في قسم من جزر غالاباغوس التي يعيش عليها طير الحوام-(الصقر الجارح) ونهاري في الجزر الأخرى التي لا تحوي هذا الطير المفترس.
العديد من العثث، الخنافس، ذوات الجناحين والحشرات الأخرى تعتبر شفقية.